# Saulic
El saulic, sàlic o sàlit (Salix purpurea) és un arbust de la família de les salicàcies. També rep el nom de salanca blanca o vimetera vermella.

## Descripció
És un arbust d'1 a 5 metres d'alçada. Té les branques joves dretes, llises i lluents, i de color púrpura (d'aquí ve el seu nom).
Les fulles són de 2 a 8 cm de llargada i d'1 cm d'amplada. Sovint són oposades, lanceolades i eixamplades al capdamunt. Són finament dentades, sobretot a la part superior; de color verd o liloses per l'anvers i glauques per revers.

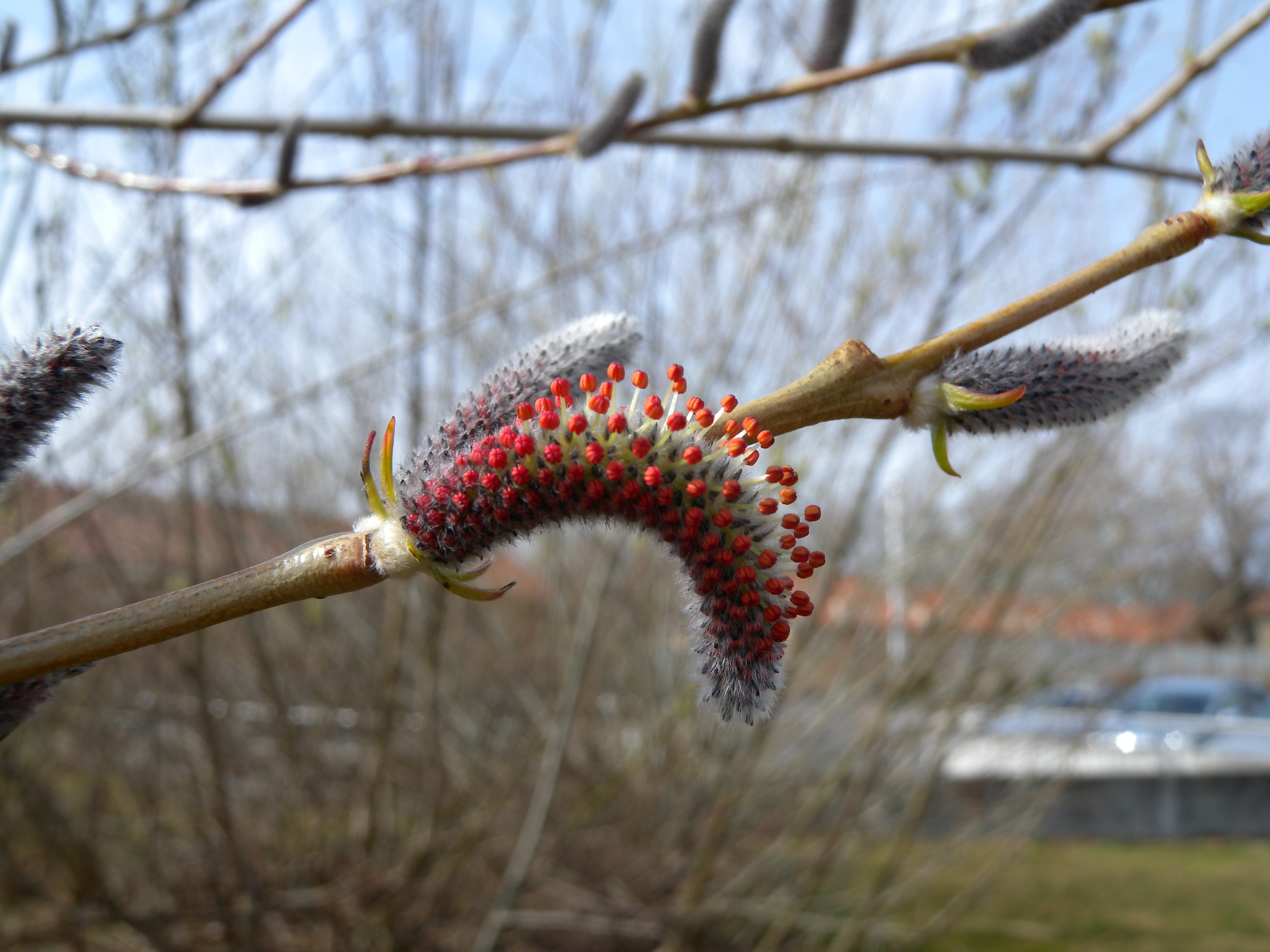
Detall de la flor mascle

Les flors són petites i sense periant. Les flors, tant les femenines com les masculines tenen 2 estams completament soldats, amb les anteres de color púrpura, que surten de l'axil·la d'una bràctea. Les flors es reuneixen en aments prims i cilíndrics de fins a 5 cm de llargada i no més d'1 cm de gruix. La floració té lloc entre els mesos
El fruit és una càpsula ovalada i tomentosa. Els fruits tenen entre 4 i 8 llavors, amb pèls sedosos per facilitar-ne la dispersió.

## Distribució i hàbitat
El saulic creix a gairebé tot Europa i nord d'Àfrica. Es cultiva també a Amèrica.
A Catalunya es pot trobar a gairebé a tot el territori, habitualment en salzedes de sarga, en zones de terra baixa, alzinars i rouredes eixutes. Creix entre els 0 i els 1.600 metres d'altitud. Rarament es pot trobar fins als 2.000 metres.